# Campeonato Árabe de Futebol Sub-18
O Campeonato Árabe de Futebol Sub-20 (em árabe: البطولة العربية ما تحت 20 سنة) é a principal competição para jogadores com até 18 anos de idade disputada entre seleções de países árabes. O campeonato é derivado da extinta Copa da Palestina de Juniores. O Marrocos sediou e venceu a primeira edição, realizada em 2011.

## Edições
| Edição        | Sede           |                | Final           | Final          | Final     |           | Disputa pelo 3º Lugar | Disputa pelo 3º Lugar | Disputa pelo 3º Lugar |
| Edição        | Sede           | Vencedor       | Placar          | Vice           | 3º Lugar  | Placar    | 4º Lugar              |                       |                       |
| ------------- | -------------- | -------------- | --------------- | -------------- | --------- | --------- | --------------------- | --------------------- | --------------------- |
| 2011 Detalhes | Marrocos       | Marrocos       | 3 – 3 (3 – 1 P) | Arábia Saudita | Não houve | Não houve | Não houve             |                       |                       |
| 2012 Detalhes | Jordânia       | Tunísia        | 4 – 2           | Arábia Saudita | Líbia     | 4 – 0     | Argélia               |                       |                       |
| 2014 Detalhes | Catar          | Cancelado      | Cancelado       | Cancelado      | Cancelado | Cancelado | Cancelado             | Cancelado             | Cancelado             |
| 2020 Detalhes | Arábia Saudita | Senegal        | 1 – 0           | Tunísia        | Não houve | Não houve | Não houve             |                       |                       |
| 2021 Detalhes | Egito          | Arábia Saudita | 2 – 1           | Argélia        | Não houve | Não houve | Não houve             |                       |                       |
| 2022 Detalhes | Arábia Saudita | Arábia Saudita | 1 – 1 (5 – 3 P) | Egito          | Não houve | Não houve | Não houve             |                       |                       |

## Ranking

### Por país
| País           | Títulos        | Vice           | Terceiro | Quarto   | Semifinais     |
| -------------- | -------------- | -------------- | -------- | -------- | -------------- |
| Arábia Saudita | 2 (2021, 2022) | 2 (2011, 2012) | 0        | 0        | 0              |
| Tunísia        | 1 (2012)       | 1 (2020)       | 0        | 0        | 1 (2021)       |
| Marrocos       | 1 (2011)       | 0              | 0        | 0        | 1 (2020)       |
| Senegal        | 1 (2020)       | 0              | 0        | 0        | 0              |
| Líbia          | 0              | 0              | 1 (2012) | 0        | 0              |
| Argélia        | 0              | 1 (2021)       | 0        | 1 (2012) | 1 (2022)       |
| Egito          | 0              | 1 (2022)       | 0        | 0        | 2 (2020, 2021) |
| Síria          | 0              | 0              | 0        | 0        | 1 (2011)       |
| Palestina      | 0              | 0              | 0        | 0        | 1 (2022)       |

### Por continente
| Continente | Títulos | Vice | Terceiro | Quarto |
| ---------- | ------- | ---- | -------- | ------ |
| África     | 3       | 3    | 1        | 1      |
| Ásia       | 2       | 2    | 0        | 0      |